# 말리타이미르섬

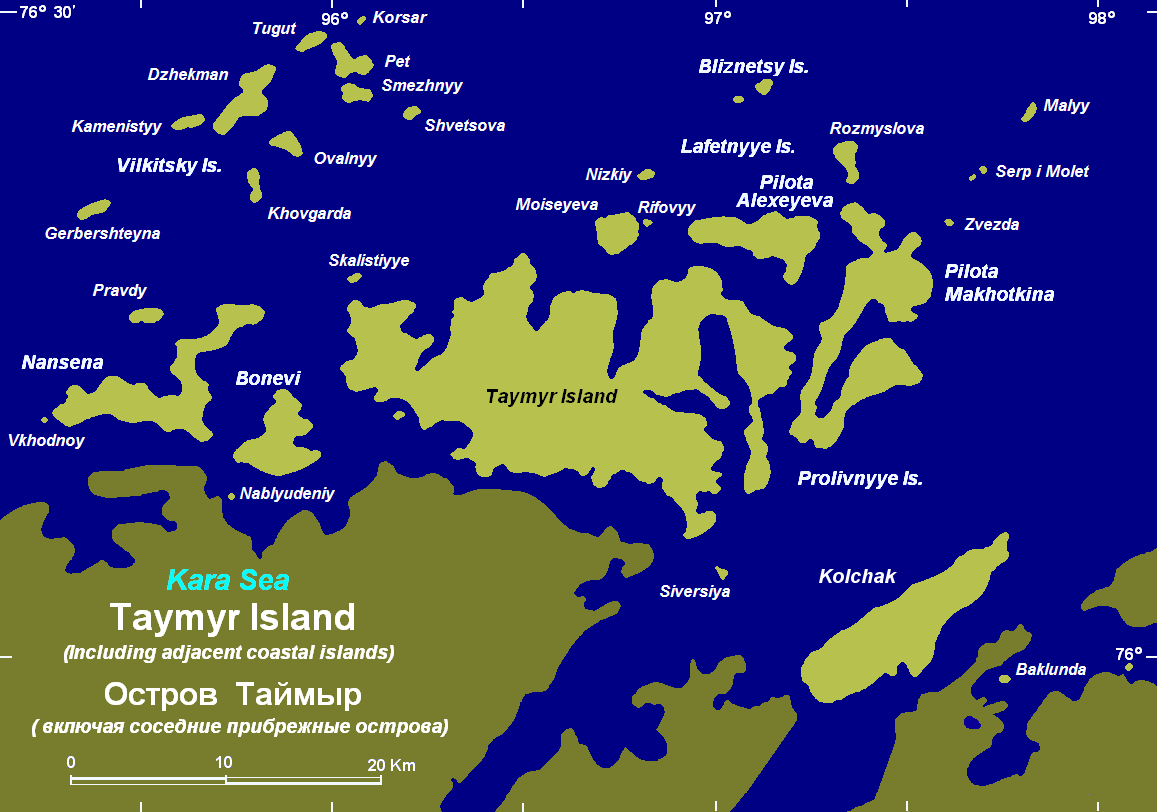
말리타이미르 섬의 위치

말리타이미르섬(러시아어: Ма́лый Таймы́р)은 랍테프해에 위치한 섬이자, 러시아 세베르나야제믈랴 제도의 남동부에 위치해 있다.

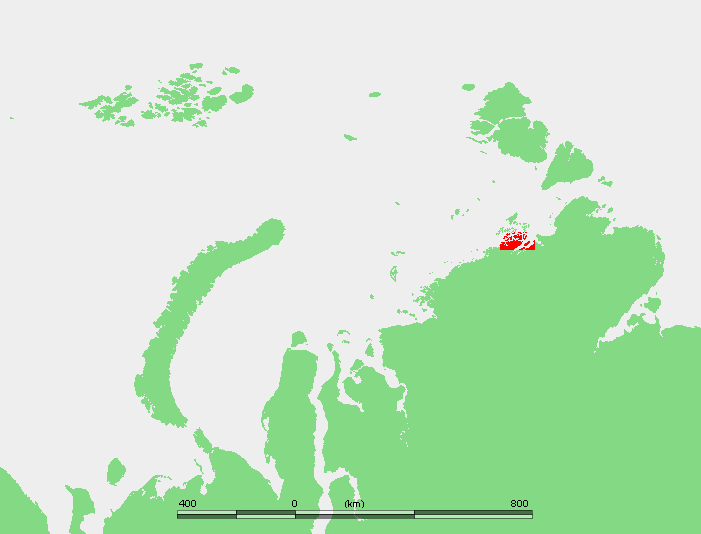
말리타이미르 섬의 위치

1913년에 여행자 보리스 빌키츠키가 발견했다. 면적은 250 sq km이고 최고점은 31m이다.

## 같이 보기
- 러시아의 섬 목록
- 세베르나야제믈랴 제도